# Остроносая замыкающаяся черепаха
Остроносая замыкающаяся черепаха (лат. Kinosternon acutum) — вид пресмыкающихся из семейства иловых черепах. Распространены в Мексике (штаты Веракрус, Табаско), в Гватемале и Белизе. Играют значимую роль в исторической и современной культуре Табаско.

## Описание
Остроносые замыкающиеся черепахи — относительно небольшие ночные животные, обитающие в пресноводных водоёмах.

## Взаимодействие с человеком
МСОП присвоила виду статус «виды, близкие к уязвимому положению». В Мексике ему присвоен особый охранный статус. Сохранению вида пытаются способствовать различные организации.
Местные жители употребляют остроносых замыкающихся черепах в пищу, хотя это и запрещено законом. В 2012 году 322 особи были обнаружены в чемодане гражданина России.